# Marie-Christine Bignon
Pour les articles homonymes, voir Bignon.
Marie-Christine Bignon, née le 31 mars 1948 à Chauffailles (Saône-et-Loire), est une femme politique française.
Membre du Front national (FN) de 1987 à 2006, puis du Mouvement pour la France (MPF) et des Républicains, elle est maire de Chauffailles de 2001 à 2020, présidente de la communauté de communes La Clayette Chauffailles en Brionnais de 2017 à 2020, et conseillère générale puis départementale de Saône-et-Loire de 2008 à 2021.

## Biographie

### Famille et parcours professionnel
Née à Chauffailles, elle est la fille d'un petit concessionnaire automobile, résistant, qu'elle présente comme « socialiste bon teint », et d'une mère « très à droite »,.
Elle travaille dans un hôpital au Québec à la fin des années 1960, puis comme attachée de direction à la polyclinique de Deauville à partir de 1970, avant de revenir dans sa ville natale en 1989 et de diriger jusqu'en 2003 une petite entreprise textile, spécialisée dans la lingerie haut de gamme,. Le Monde souligne que « dans cette région rurale où la petite industrie textile a été sinistrée, c'est un combat quotidien pour maintenir son entreprise à flot ».
Avec son mari, également industriel du textile, elle a trois enfants. Sa fille Stéphanie Bignon est un temps adjointe au maire de Briant.
Le 23 décembre 2023, elle est faite chevalier de l’ordre national du Mérite.

### Militante FN
Une fois revenue à Chauffailles, elle adhère au Front national en 1987,. Elle indique qu'elle votait déjà « depuis longtemps » en faveur de ce parti, et qu'elle a « toujours voté à droite ». Élue conseillère municipale à Chauffailles lors des élections municipales de 1989 après que sa liste a recueilli 40 % des voix, elle siège dans l'opposition. Elle se présente comme « militante active depuis 1998 ». Elle se présente à l'élection cantonale partielle dans le canton de Charolles en 2000.

### Maire de Chauffailles
« Constituée à la hâte trois semaines avant le scrutin » d'après Le Monde, la liste qu'elle conduit lors des élections municipales de 2001 entend « revaloriser le centre-ville », « abandonner toute idée de favoritisme » et « recadrer le social ». Marie-Christine Bignon indique qu'« une petite moitié [de ses colistiers] sont au FN, les autres partagent les idées de la droite parlementaire », et présente sa liste comme « apolitique ». Elle l'emporte dès le premier tour, à la surprise générale, avec 60 % des voix, alors que le maire sortant ne se représentait pas,. 
Les artisans et commerçants sont tout particulièrement représentés au conseil municipal. Selon Le Monde, elle « a joué des mécontentements. Après les commerçants, elle s'est attiré les bonnes grâces des opposants à une déviation regroupés dans un comité de défense des zones résidentielles, touristiques et agricoles ».
Un an après son élection, elle met en avant la réduction des dépenses de la municipalité et stigmatise « les dépenses pharaoniques » de son prédécesseur.
En 2003, elle annule un déjeuner-débat avec Jean-Marie Le Pen alors que plusieurs de ses adjoints menacent de démissionner si cette invitation est maintenue.
Réélue à la suite des élections municipales de 2008 et de 2014 sous la dénomination « divers droite »,, elle ne se représente pas lors de celles de 2020, qui voient la victoire de la liste de son ancienne adjointe Stéphanie Dumoulin,.

### Passage au MPF en 2006, puis adhésion aux Républicains
En 2006, alors qu'elle est la dernière maire FN en France et membre du comité central du parti, elle rejoint le Mouvement pour la France (MPF), mettant en cause les « nouvelles orientations » du FN et se disant en désaccord avec Jean-Marie Le Pen sur l'idée que l'islamisation ne serait pas « le véritable danger pour la France ». Elle loue par ailleurs le « côté posé » de Philippe de Villiers, « sans le caractère provocateur que l'on peut connaître au FN ». Elle accompagne dans ce mouvement Jacques Bompard, participant par ailleurs aux universités d'été du mouvement « L'Esprit public » fondé par ce dernier.
Elle rejoint ensuite[Quand ?] Les Républicains.

### Autres mandats locaux
Élue dans le canton de Chauffailles, elle est conseillère générale puis départementale de Saône-et-Loire depuis 2008. Depuis 2015, elle est 6e vice-présidente du conseil départemental chargée du logement, de l’habitat et de la politique de la ville,.
En janvier 2017, elle est élue présidente de la nouvelle communauté de communes La Clayette Chauffailles en Brionnais face à Jean-Luc Chanut, président sortant de la communauté de communes du Sud Brionnais (ex-intercommunalité de Chauffailles). Elle abandonne également la présidence après les élections municipales de 2020.